# Lubbock Ridge
Il Lubbock Ridge è un'alta dorsale montuosa antartica, che si estende verso ovest per circa 9 km a partire dal Monte Wade, per terminare con una ripida scogliera sul fianco  orientale del Ghiacciaio Shackleton, nei Monti della Regina Maud, in Antartide. 
La denominazione è stata assegnata da F. Alton Wade (1903-1978), che aveva lavorato in quest'area come leader del gruppo della Texas Tech University che conduceva indagini sul Ghiacciaio Shackleton nel 1962-63, in onore della cittadina texana di Lubbock, sede del Texas Technological College a cui appartenevano tutti e tre i componenti del gruppo.